# Vodenasta livka
Vodenasta livka (znanstveno ime Clitocybe phaeophthalma) je gliva iz rodu livk (Clitocybe). Molekularna filogenetska raziskava je odkrila, da bolj kot v rod Clitocybe spada v rod Singerocybe, zato je novo predlagano ime Singerocybe phaeophthalma.

## Značilnosti
Klobuk je širok od 4 do 7 cm, sploščen in na sredini rahlo popkast. Rob je valovit in ko je moker ima izrazite, prosojne brazde. Je roženo rjave do sivo rjave barve in ima včasih rumenkast odtenek. Ko se posuši postane belkast. Matirana površina je pretežno fino žametna in ni mastna.
Lističi so razmaknjeni in so bele, do sive in rumenkaste. Na bet so prirjene in se po njemu kratku spuščajo.
Bet je gladek, vzdolžno vlaknat in je približno enake barve kot klobuk. Dolg je približno 5 cm in širok 0,5 cm. Dnišče je žametno in kosmato.
Goba ima bolj ali manj zemeljski do žarko mokast vonj in grenak okus. Vonj močno spominja na zatohel vonj kokošnjaka s sladko, žarko komponento.

## Razširjenost in življenjski prostor
Je pogosta goba in ima rada bazična tla v listnatih gozdovih. Pojavlja se od septembra do novembra.

## Mikroskopske značilnosti
Trosni odtis je bele barve. Trosi so solzaste oblike, gladki, neamiloidni in merijo 5,5–7 x 3–4,5 μm.
Posebnost so številne nabrekle celice v povrhnjici klobuka, kar je značilnost, ki ločuje celoten rod Singerocybe od rodu livk (Clitocybe).
- trosi
- nabrekle celice v povrhnjici klobuka

## Podobne vrste
- pobeljena livka (Clitocybe dealbata) ima močan vonj po moki in bolj valovit klobuk
- siveča livka (Clitocybe metachroa) klobuk je bolj sivih barv, z rjavim udrtim osredjem in bet, ki je rjavkast v spodnjem delu

## Uporabnost
Strupena. Vsebuje strup muskarin.